# Euxoa vernalis
Euxoa vernalis là một loài bướm đêm trong họ Noctuidae.